# Tamotsu Shibutani
Pour les articles homonymes, voir Shibutani.
Tamotsu Shibutani, né le 15 octobre 1920 à Stockton et mort le 8 août 2004 à Santa Barbara, est un sociologue américain d'origine japonaise proche de l'interactionnisme symbolique. 

## Biographie
Né en 1920, Tamotsu Shibutani étudie la sociologie et la philosophie à l'Université de Californie à Berkeley auprès de Herbert Blumer, Everett Hughes et Louis Wirth, parmi d'autres. Son orientation universitaire est redevable à la lucidité de son père qui, à la question de son fils déjà intéressé aux questions raciales, lui demandait quelle discipline choisir, l'avait orienté vers la sociologie.
Pendant la Seconde Guerre mondiale, il est victime de la politique d'internement du gouvernement américain : toute sa famille est incarcérée au camp d'internement de Tule Lake en 1942,.
Après la guerre, Tamotsu Shibutani obtient un doctorat à l’Université de Chicago en 1948. Il y enseigne pendant quelques années, avant de revenir à l’Université de Californie à Berkeley. Il est ensuite recruté comme professeur au département de sociologie à l'Université de Californie à Santa Barbara.
En 1986, il reçoit le prix George-Herbert-Mead de la Société d'étude de l'interaction symbolique (Society for the Study of Symbolic Interaction).
Ses deux ouvrages les plus importants sont Improvised News. A Sociological Study of Rumor (1966) et The Derelicts of Company K: A Sociological Study of Demoralization (1978).
Dans Improvised News, Tamotsu Shibutani se sert de son expérience de détention pendant la guerre, justifiée par la seule couleur de sa peau. En se fondant en partie sur les observations et les notes de terrain qu’il rédige pour le compte d'une sociologue qui l'a engagé comme informateur pendant l'incarcération, Tamotsu Shibutani s'intéresse à la cohésion sociale et au rôle que les rumeurs y jouent pour assurer une reconfiguration sociale dans une situation totalement imprévisible. Il espère que la découverte de ces schémas comportementaux révèle finalement « certains des processus par lesquels de nouvelles structures sociales naissent ». (p. V) Soixante études de cas impliquant des rumeurs dans le camp d'internement sont analysées, et complétées par des études de cas sur les Américains d'origine japonaise et leur expérience de la guerre.
En 2004, Tamotsu Shibutani décède à l'âge de 83 ans à Santa Barbara, en Californie.

## Publications
- (en) Society and Personality: an interactionist approach to social psychology, 1961
- (en) Ethnic Stratification: a comparative approach, 1965
- (en) Improvised News : A Sociological Study of Rumor, 1966
- (en) Human Nature and Collective Behavior : Papers in Honor of Herbert Blumer, 1970
- (en) The Derelicts of Company K : A Sociological Study of Demoralization, 1978
- (en) Social Processes : An Introduction to Sociology, 1986

## Sources
1. ↑  « Tamotsu Shibutani | Densho Encyclopedia », sur encyclopedia.densho.org (consulté le 26 juillet 2022)
2. 1 2 3  (en) « Tamotsu Shibutani | Densho Encyclopedia », encyclopedia.densho.org (consulté le 31 mars 2017).
3. ↑  « National Archives: Tamotsu Shibutani », The National Archives (consulté le 18 août 2019).
4. ↑  « Tamotsu Shibutani », sur senate.universityofcalifornia.edu (consulté le 26 juillet 2022)